# Tamasch Hryb

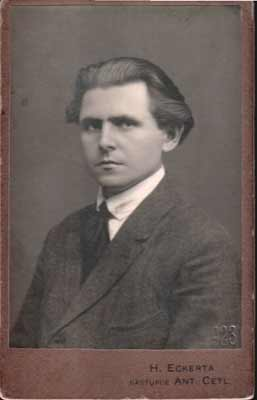
Tamasch Hryb (1923)

Tamasch Tamaschawitsch Hryb (belarussisch Тамаш Тамашавіч Грыб, russisch Томаш Томашевич Гриб; * 19. Märzjul. / 31. März 1895greg. in Poljany bei Švenčionys, Gouvernement Wilna; † 21. Januar 1938 in Prag) war ein belarussischer Schriftsteller und Politiker.

## Leben
Hryb stammte aus einer armen Bauernfamilie. Nach dem Schulbesuch diente er in der Kaiserlich-Russischen Marine. Anschließend studierte er in St. Petersburg am Psychoneurologischen Institut (Direktor W. M. Bechterew) bei Professor B. I. Epimach-Schipilo.
Während der Februarrevolution 1917 führte Hryb den linken Flügel der Weißrussischen Sozialistischen Hramada (BSG). Dort lernte er Paluta Badunowa kennen, mit der er lange verbunden blieb. Zusammen mit anderen initiierte er den Ersten Allweißrussischen Kongress im Dezember 1917 in Minsk. Er wurde Mitglied der vorläufigen Regierung von Belarus, des Volkssekretariats, und gehörte zu den Gründern der Weißrussischen Volksrepublik, deren Unabhängigkeit am 25. März 1918 verkündet wurde. In der neuen Regierung wurde er Landwirtschaftsminister. Nach dem Zerfall der BSG infolge des Streits um die Kontakte mit der deutschen Regierung gründete er 1918 mit Poluta Badunowa und Iossif Mamonko die Weißrussische Partei der Sozialisten und Revolutionäre. Er arbeitete als Schriftsteller und als Redakteur für verschiedene Zeitungen. 1919 gab er in Wilna eine Zeitung heraus. Er war Redakteur der Zeitung Heimatland.
Hryb war Mitglied der Rada der Weißrussischen Volksrepublik in Wilna. Im Polnisch-Sowjetischen Krieg wurde Wilna von der polnischen Armee besetzt. Als die Rada den Anschluss von Grodno und Wilna an Polen ablehnte, lösten die polnischen Behörden 1919 die Rada auf und verhafteten ihr Präsidium einschließlich Lastowski, Badunowa, Hryb und Mamonko. Nach einiger Zeit kam Hryb wieder frei. Als die durch die polnische Intervention erzwungene Union mit den Bolschewiki nach dem Ende des Krieges aufgelöst wurde, emigrierte Hryb nach Prag.
Hryb studierte darauf an der Prager Karls-Universität mit Promotion zum Dr. phil. Bis zum Ende seines Lebens blieb er ein überzeugter Antibolschewist und Antikommunist. Im Gegensatz zu anderen belarussischen Politikern in der Emigration nahm er die Einladung zur Rückkehr in die Weißrussische Sozialistische Sowjetrepublik nicht an. Ab 1931 gab er in Prag die politische Zeitschrift Iskry Skaryny heraus. Er schrieb Aufsätze zur Geschichte. Er gründete und erweiterte die belarussische Abteilung in der Nationalbibliothek der Tschechoslowakischen Republik, und er gründete und leitete das Weißrussische Archiv in Prag.